# Martfű
Martfű város az Észak-Alföldi régióban, Jász-Nagykun-Szolnok vármegye Szolnoki járásában. 2308 hektáros kiterjedésével a megye legkisebb közigazgatási területű városa, a megye négy nagyközsége is kivétel nélkül mind nagyobb területen helyezkedik el.

## Fekvése

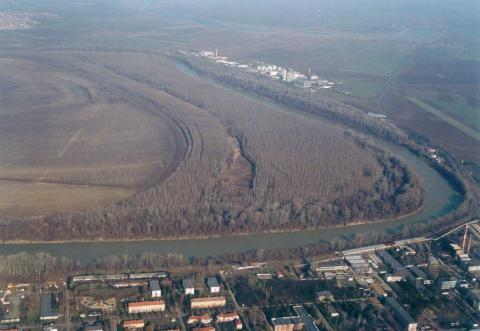
A Tisza kanyarulata Martfűnél

Az Alföld középső, a régió nyugati és a vármegye délnyugati részén található. A megye székhelyétől, Szolnoktól kb. 18 km-re, Budapesttől kb. 120 km-re fekszik. Szomszédos települések: Tiszaföldvár (dél felé, kb. 6 km), Mezőhék (kelet felé, kb. 10 km), Kengyel (északkelet felé, kb. 10 km), Rákócziújfalu (északnyugat felé, kb. 10 km), illetve a Tisza jobb partján Vezseny.
Természetföldrajzilag az Alföld Közép-Tisza-vidék középtájának Szolnok-Túri-sík nevű kistáján fekszik, a Tisza folyó egyik nagy kanyarulatánál, annak bal partján.

## Megközelítése

### Közúthálózat
A város legfontosabb közúti megközelítési útvonala a 442-es főút, amely Szolnok és Kunszentmárton (illetve a 4-es és 44-es főutak) felé biztosít összeköttetést. (A jövőben várható a 442-es főút Martfű és Szolnok közötti szakaszán elkerülő út építése is.)
A környező települések közül Mezőhékkel és Öcsöddel a 4627-es, Törökszentmiklóssal a 4629-es, Tiszaföldvárral és Cserkeszőlővel pedig a 4633-as utak kapcsolják össze – a 4629-es a város északi részén, a két másik pedig a helyi vasútállomás délnyugati szélénél található körforgalomban csatlakozik a 442-es főúthoz, utóbbi korábban annak régi nyomvonala volt.
Szolnokkal kerékpárút köti össze Martfűt.

### Autóbusz
Szolnok után Martfű a távolsági autóbusz-forgalomba leginkább bekapcsolt település Jász-Nagykun-Szolnok vármegyében. Az autóbuszos közösségi közlekedés szolgáltatója a Volánbusz.

### Vasút
A városon áthalad az 1885-ben kiépült Tiszatenyő-Kunszentmárton vasútvonal, mai vonalszámozás szerint a MÁV 130-as számú Szolnok–Hódmezővásárhely–Makó-vasútvonala, amelynek itteni állomásán a vonalon közlekedő összes vonat megáll. A vonatok 2007. december 9. óta ütemes menetrendet követve, kétóránként közlekednek: reggel Szolnok irányába, délután Szentes felé óránként. Közvetlen napi összeköttetés is létezik a fővárossal.

### Vízi közlekedés
A vízi áruszállítás a város iparvállalataira nem jellemző, azok elsősorban közúton és vasúton fuvaroztatnak. A Tisza adta lehetőségek a jövőben mindenképpen fejlesztésre méltóak.

## Közélete

### Polgármesterei
- 1990–1994: Kozma Imre (független)[6]
- 1994–1998: Kozma Imre (független)[7]
- 1998–2002: Kozma Imre (független)[8]
- 2002–2006: Kozma Imre (független)[9]
- 2006–2010: Dr. Bakonyi Péter (független)[10]
- 2010–2010: Dr. Bakonyi Péter (független)[11]
- 2010–2014: Dr. Kiss Edit (független)[12]
- 2014–2019: Dr. Papp Antal (független)[13]
- 2019–2024: Dr. Papp Antal (független)[14]
- 2024– : Dr. Papp Antal (független)[1]

A településen 2010. december 19-én időközi polgármester-választást kellett tartani, mert az október 3-án második ciklusára megválasztott előző, fiatal polgármester, dr. Bakonyi Péter mindössze hat nappal a választási győzelme után elhunyt.
A települési önkormányzat képviselő-testülete a 2010-es önkormányzati választás óta a mindenkori polgármesterből és 8 képviselőből áll. A városháza címe: 5435 Martfű, Szent István tér 1., telefonszáma: (06) 56/450-222, faxszáma: (06) 56/450-853; e-mail címe: titkarsag@ph.martfu.hu. Martfű hivatalos újságja a Martfű Közéleti Magazin, televíziója a Martfű Városi Televízió.

## Története
A város területén szarmata, avar és honfoglalás kori leleteket is találtak.
Első írásos említése 1467-ből származik, Marthfew alakban. A csanádi káptalan birtoka volt.
A török hódoltság idején a szolnoki vár tartozékaként említik, azaz a Budai vilajet Szolnoki szandzsákjának szolnoki náhijébe, Csongrád vármegyéhez tartozott. A 17. század közepén teljesen elnéptelenedett.
A 18. század elején a falut Csongrádtól Szolnok vármegyéhez csatolták. A század elején a Rákóczi-család, majd azok birtokvesztése után a Podmaniczky család birtoka lett.
Az 1940-es évek elején a csehszlovákiai Bata gyár létesített itt cipőgyárat, amely a második világháború alatt hadiüzemmé alakult. A szovjet csapatok 1944. október 8-án foglalták el a németektől a települést.
1950-ben a településrész elszakadt Tiszaföldvártól, és önálló községgé alakult. A gyors ipari fejlődés következtében 1970-ben nagyközségi, majd 1989-ben városi rangot kapott a település.

### Neve
Nevének eredete nem teljesen tisztázott. A 'mart-' előtag a kiemelkedő helyek megjelölésére szolgált, a 'fű' a fej, fő ősi, finnugor eredetű szavunk[forrás?] nyelvjárási alakja. Az összetett szó jelentése tehát: valaminek a kiemelkedő része – arra utalhat, hogy itt jelentősebb tiszai átkelőhely lehetett.

## Népesség
A település népességének változása:
| Lakosok száma | 6490 | 6421 | 6169 | 5943 | 5708 | 5756 | 5599 |
|               | 2013 | 2014 | 2017 | 2021 | 2022 | 2023 | 2024 |

2001-ben a város lakosságának 99%-a magyar, 1%-a egyéb (főleg német) nemzetiségűnek vallotta magát. A nemzetiségek létszáma a következő volt: magyar: 6992, bolgár: 1, görög: 3, horvát: 3, lengyel: 3, német: 18, román: 6, ruszin: 2, szerb: 2, szlovák: 8, ukrán: 5.
A 2011-es népszámlálás során a lakosok 83,2%-a magyarnak, 0,5% németnek mondta magát (16,7% nem nyilatkozott; a kettős identitások miatt a végösszeg nagyobb lehet 100%-nál).
2022-ben a lakosság 90,2%-a vallotta magát magyarnak, 0,4% németnek, 0,2% cigánynak, 0,1-0,1% görögnek, bolgárnak, szlováknak, szerbnek, románnak és lengyelnek, 2,5% egyéb, nem hazai nemzetiségűnek (9,6% nem nyilatkozott; a kettős identitások miatt a végösszeg nagyobb lehet 100%-nál).

## Vallás
A 2001-es népszámlálás adatai alapján a lakosság kb. 30%-a római katolikus, kb. 17,5%-a református, kb. 1,5%-a evangélikus és kb. 0,5%-a görögkatolikus vallású. Kb. 50,5%-a a lakosoknak más egyházhoz vagy felekezethez tartozik (illetve nem tartozik egyetlen egyházhoz sem), illetve nem válaszolt.
2011-ben a vallási megoszlás a következő volt: római katolikus 19,1%, református 11,6%, evangélikus 0,7%, evangélikus 0,2%, felekezeten kívüli 38,3% (29,2% nem nyilatkozott).
2022-ben vallásuk szerint 13,8% volt római katolikus, 10,5% református, 0,5% evangélikus, 0,4% görög katolikus, 0,7% egyéb keresztény, 0,7% egyéb katolikus, 34,2% felekezeten kívüli (38,8% nem válaszolt).

### Római katolikus egyház
A Váci egyházmegye (püspökség) Szolnoki Főesperességének Szolnoki Esperesi Kerületében lévő Tiszaföldvári plébániához tartozik, mint filia. A város és katolikus templomának patrónusa: Szent Tamás apostol.

### Református egyház
A Tiszántúli Református Egyházkerület (püspökség) Nagykunsági Református Egyházmegyéjébe (esperesség) tartozik, mint önálló anyaegyházközség.

### Evangélikus egyház
A Déli Evangélikus Egyházkerület (püspökség) Nyugat-Békési Egyházmegyéjében (esperesség) lévő Tiszaföldvári Evangélikus Egyházközséghez tartozik, mint szórvány.

### Görögkatolikus egyház
A Szórvány Helynökséghez tartozó Szolnoki paróchiához tartozik, mint filia.

## Gazdaság

### Ipar

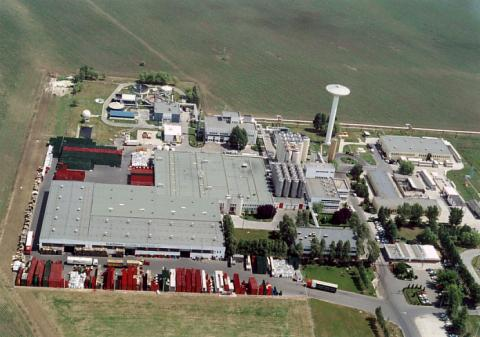
A Martfűi Sörgyár madártávlatból

Alapvetően ipari városként jött létre. A településen a könnyűipar dominál. A városban 4 nagy meghatározó ipari létesítmény található:
- Cipőgyár: 1941–42-ben létesítette a csehországi Bata cég, Cikta Cipőgyár néven. A Kádár-korszak évtizedeiben Tisza Cipőgyár néven az ország legnagyobb cipőgyárává fejlődött.
- Martfűi Sörgyár: 1985-ben épült, a környékbeli vállalkozások, TSZ-ek, ÁFÉSZ-ek stb. összefogásaként, ám 2018 végére bezárták.[22]
- Bunge növényolajgyár: 1976–80 között épült fel. Elsősorban az Alföldön termesztett napraforgó, repce és szója feldolgozását végzi.
- A Tisza Ipartelep üzemei, Tisza Cipő Zrt.: többféle ipari üzem és szolgáltató található az ipartelepen.[23]

### Mezőgazdaság
A település talajadottságai rendkívül kedvezőek a növénytermesztéshez. A legjelentősebb a kalászosok, az ipari növények (pl. napraforgó a növényolajgyárhoz) és a szántóföldi zöldségek termesztése. Ezen kívül megtalálható még a vetőmagtermesztés, a gyógynövénytermesztés és a biogazdálkodás is.
Ezeken kívül természetesen még sok kisebb vállalkozása, ipari üzem is megtalálható a településen.

## Természeti kincsei

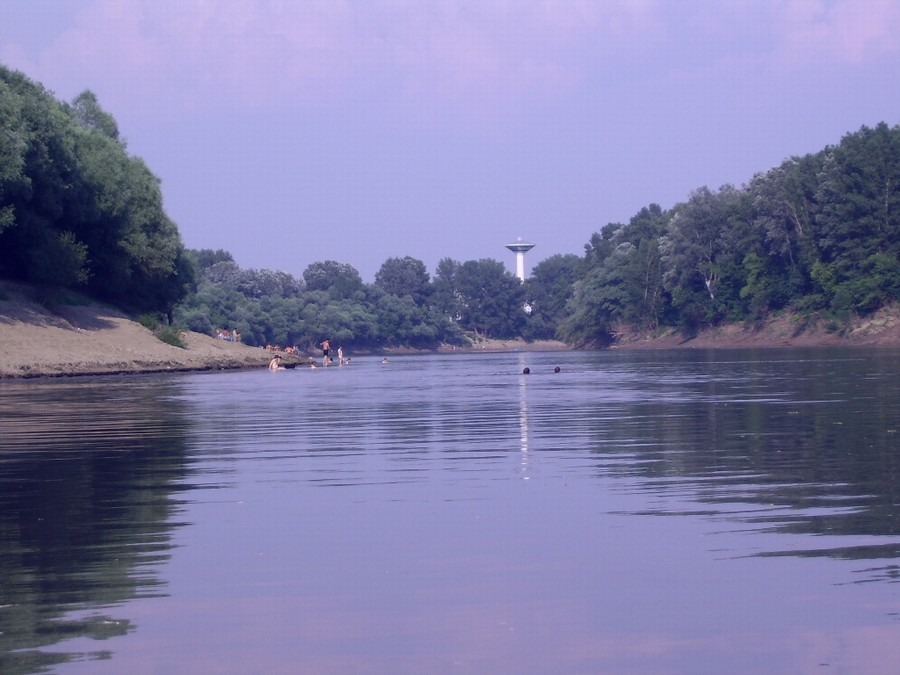
A tiszai szabadstrand Martfűnél

A Tisza egész hullámtere védett, a Közép-tiszai Tájvédelmi Körzet része.
Martfű természeti kincsei a kisebb mennyiségben előforduló földgáz, melyet az 1987-ben fúrt gázkúttal termelnek ki, és a város melegvizes strandját tápláló körülbelül 60 °C-os termálvíz. A nátriumhidrogén-karbonátos és kloridos, jódos hévíz fluoridtartalma is jelentős. Martfű csendes zöldövezetében, a Tisza folyó és a sporttelep között található a 2007-ben teljes felújításon átesett gyógyfürdő, amely a Martfű Egészség és Rekreációs központ része.

## Látnivalók
- Kastélyszálló
- Művelődési Központ és Könyvtár
- Helytörténeti kiállítás: A martfűi cipőgyár története
- Szent István tér és környéke:
  - Városháza: 1993–1996 között épült.
  - Római katolikus templom: 1993–1996 között épült, Marosi Gábor tervei alapján.
  - Református templom: szintén 1993–1996 között épült.
  - Szent István szobra: Gyurcsek Ferenc alkotása.
  - Időkapu: szintén Gyurcsek Ferenc készítette 2000-ben, a Millecentenárium tiszteletére.
  - 1848–49-es emlékmű: szintén Gyurcsek Ferenc alkotása.
- Martfűi Gyógyfürdő, Uszoda és Kemping

## Ismert személyek
- Az akkor még Tiszaföldvárhoz tartozó Martfűpusztán született Kövér János (1895–1960) földbirtokos, országgyűlési képviselő (más adat szerint Cibakházán).

## Sport
A település sportéletét főként a Martfűi Városi Sportegyesület (MVSE) fogja össze, de ezen kívül több sportklub is megtalálható a városban.
- Az MVSE szakosztályai:[24]
  - Kosárlabda
  - Női kézilabda[25]
  - Sakk: A csapat a Jász-Nagykun-Szolnok megyei csapatbajnokságban szerepel.
  - Szabadidősport
  - Tenisz: Mind a férfiak, mind a nők a Jász-Nagykun-Szolnok megyei csapatbajnokságban szerepelnek.
  - Természetbarát

Egyéb, a városban működő sportklubok:
- Martfűi Kézilabda Kiemelkedően Közhasznú Egyesület
  - Férfi kézilabda
- Martfűi Labdarúgó Sportegyesület (MLSE):[26] A csapat az NB III-as bajnokság Délkeleti csoportjában szerepel.
- Martfűi Úszó és Triatlon Klub[27]
- Victory Martfűi Kyokushin Karate Klub: 1987-ben jött létre.[28]
- Versenytánc
- Martfűi Airsoft Taktikai Csapatjáték Sportegyesület[29]

## Testvérvárosok
- Tuchów, Lengyelország
- Miszmogyorós, Románia (Máramaros megye)
- Martonos, Szerbia